# Mandalotus
Genre
Mandalotus est un genre d'insectes coléoptères de la famille des Curculionidae autrefois rangé dans les oriorhynchidés que l'on rencontre en Océanie. Il comprend plus de 160 espèces dont certaines sont considérées comme des ravageurs de culture en Australie.

## Liste des espèces
Selon GBIF (20 juin 2025) :
- Mandalotus abdominalis Lea, 1914
- Mandalotus acutangulus Lea, 1911
- Mandalotus advenus (Blackburn, 1892)
- Mandalotus albonotatus Lea, 1907
- Mandalotus albosparsus (Broun, 1914)
- Mandalotus alpinus Lea, 1926
- Mandalotus amplicollis Lea, 1904
- Mandalotus angustipictus Lea, 1911
- Mandalotus angustus Lea, 1914
- Mandalotus arciferus Lea, 1907
- Mandalotus arcuatus Lea, 1907
- Mandalotus armicoxis Lea, 1927
- Mandalotus armipectus Lea, 1909
- Mandalotus armivarius Lea, 1926
- Mandalotus auchmeresthes Lea, 1926
- Mandalotus avenaceus Lea, 1907
- Mandalotus bicarinatus Lea, 1912
- Mandalotus bilobicollis Lea, 1926
- Mandalotus bimaculatus Lea, 1926
- Mandalotus bivitticollis Lea, 1926
- Mandalotus blackburni Lea, 1907
- Mandalotus blackmorei Lea, 1907
- Mandalotus brevicarinatus Lea, 1926
- Mandalotus bryophagus Lea, 1907
- Mandalotus bryophilus Oke, 1931
- Mandalotus campylocnemis Lea, 1904
- Mandalotus canalicornis Lea, 1931
- Mandalotus carinatipes Lea, 1911
- Mandalotus carteri Lea, 1907
- Mandalotus cecyropioides Broun, 1886
- Mandalotus cellaris Pascoe, 1873
- Mandalotus ciliatus Lea, 1914
- Mandalotus cinereus Lea, 1931
- Mandalotus coatesi Lea, 1907
- Mandalotus collaris Lea, 1926
- Mandalotus contortus Lea, 1931
- Mandalotus corrugicollis Lea, 1929
- Mandalotus coxalis Lea, 1909
- Mandalotus crawfordi (Blackburn, 1890)
- Mandalotus crudus W.F.Erichson, 1842
- Mandalotus decipiens Lea, 1914
- Mandalotus denticulatus Lea, 1926
- Mandalotus dentipes Lea, 1911
- Mandalotus dolens Lea, 1929
- Mandalotus egenus Oke, 1931
- Mandalotus excavatus Lea, 1904
- Mandalotus exilis Oke, 1934
- Mandalotus explanicollis Oke, 1931
- Mandalotus femoralis Lea, 1929
- Mandalotus fergusoni Lea, 1907
- Mandalotus ferrugineus Lea, 1914
- Mandalotus fimbriatus Lea, 1929
- Mandalotus foveatus Lea, 1912
- Mandalotus fuligineus (Pascoe, 1870)
- Mandalotus funereus Lea, 1926
- Mandalotus geminatus Lea, 1907
- Mandalotus glaber Blackburn, 1892
- Mandalotus graminicola Oke, 1931
- Mandalotus granicollis Lea, 1931
- Mandalotus granulatus Lea, 1907
- Mandalotus gymnogaster Lea, 1926
- Mandalotus hariolus (Broun, 1886)
- Mandalotus hoplocnemus Lea, 1926
- Mandalotus hoplosternus Lea, 1916
- Mandalotus humeralis Lea, 1907
- Mandalotus hypulus Lea, 1926
- Mandalotus hystricosus Lea, 1926
- Mandalotus imitator Lea, 1907
- Mandalotus imponderosus Lea, 1926
- Mandalotus impressicollis Oke, 1931
- Mandalotus incisipes Lea, 1931
- Mandalotus incisus Lea, 1909
- Mandalotus inconspicuus Lea, 1916
- Mandalotus insignipes Lea, 1926
- Mandalotus insignis Lea, 1931
- Mandalotus insularis Lea, 1926
- Mandalotus intercoxalis Lea, 1907
- Mandalotus interocularis Lea, 1911
- Mandalotus inusitatus Lea, 1907
- Mandalotus irrasus Lea, 1911
- Mandalotus irritus (Pascoe, 1877)
- Mandalotus laminatipes Lea, 1915
- Mandalotus laminipectus Lea, 1916
- Mandalotus latebricola Lea, 1926
- Mandalotus latens Lea, 1914
- Mandalotus latus Lea, 1912
- Mandalotus leai Oke, 1931
- Mandalotus litoralis Lea, 1907
- Mandalotus longicollis Lea, 1907
- Mandalotus lucaris Oke, 1934
- Mandalotus luciphilus Oke, 1934
- Mandalotus lutosus Lea, 1914
- Mandalotus macrops Lea, 1926
- Mandalotus maculatus Lea, 1907
- Mandalotus magnicollis Lea, 1917
- Mandalotus medcoxalis Lea, 1926
- Mandalotus medianus Lea, 1931
- Mandalotus melancholicus Lea, 1931
- Mandalotus mesosternalis Lea, 1909
- Mandalotus metasternalis Lea, 1909
- Mandalotus microscopicus Lea, 1917
- Mandalotus minusculus Oke, 1931
- Mandalotus minutus Lea, 1914
- Mandalotus miricollis (Broun, 1917)
- Mandalotus modicus Lea, 1931
- Mandalotus multicarinatus Lea, 1926
- Mandalotus murrayi Lea, 1923
- Mandalotus muscivorus Lea, 1909
- Mandalotus niger Lea, 1907
- Mandalotus nodicollis Lea, 1907
- Mandalotus norfolcensis Lea, 1926
- Mandalotus obliquus Oke, 1934
- Mandalotus ochreonotatus Lea, 1907
- Mandalotus octagonalis Oke, 1931
- Mandalotus oculivorus Lea, 1931
- Mandalotus oxyomus Lea, 1926
- Mandalotus pallidus (Broun, 1893)
- Mandalotus parentheticus Lea, 1931
- Mandalotus pentagonalis Lea, 1926
- Mandalotus pentagonoderes Lea, 1929
- Mandalotus piliventris Lea, 1904
- Mandalotus postcoxalis Lea, 1926
- Mandalotus prosternalis Lea, 1909
- Mandalotus puncticollis Lea, 1926
- Mandalotus punctiventris (Blackburn, 1890)
- Mandalotus pyrifer Lea, 1926
- Mandalotus raui Lea, 1916
- Mandalotus recticarinatus Lea, 1926
- Mandalotus reticulatus Lea, 1904
- Mandalotus rufimanus Lea, 1914
- Mandalotus rufipes Lea, 1912
- Mandalotus sabulosus Lea, 1907
- Mandalotus scaber Lea, 1904
- Mandalotus scapalis (Broun, 1921)
- Mandalotus seticollis Lea, 1907
- Mandalotus setistriatus Lea, 1926
- Mandalotus setosus Lea, 1907
- Mandalotus severini Lea, 1911
- Mandalotus similis Lea, 1907
- Mandalotus simulator Lea, 1907
- Mandalotus spurcus Lea, 1904
- Mandalotus squalidus Lea, 1914
- Mandalotus squamibundus Lea, 1911
- Mandalotus squamosus Lea, 1926
- Mandalotus sterilis W.F.Erichson, 1842
- Mandalotus sternocerus Lea, 1927
- Mandalotus striatus Lea, 1926
- Mandalotus subglaber Lea, 1904
- Mandalotus subhumeralis Lea, 1916
- Mandalotus suturalis Lea, 1904
- Mandalotus sydneyensis Lea, 1907
- Mandalotus taylori Lea, 1907
- Mandalotus tenuicornis Lea, 1912
- Mandalotus tenuis Lea, 1926
- Mandalotus tibialis Lea, 1916
- Mandalotus transversus Lea, 1914
- Mandalotus trisinuatus Lea, 1907
- Mandalotus tuberculiventris Lea, 1907
- Mandalotus tuberipennis Lea, 1929
- Mandalotus uniformis Lea, 1926
- Mandalotus vacillans Lea, 1907
- Mandalotus valgus (Pascoe, 1870)
- Mandalotus variabilis Lea, 1907
- Mandalotus vigilans Lea, 1926
- Mandalotus villosipes Lea, 1929

## Systématique
Le nom valide complet (avec auteur) de ce taxon est Mandalotus W.F.Erichson, 1842,.

### Synonyme
* Aporolobus Sharp, 1886[réf. nécessaire]

### Publication originale
- (de) Wilhelm F. Erichson, « Beitrag zur Insecten-Fauna von Vandiemansland, mit besonderer Berücksichtigung der geographischen Verbreitung der Insecten », Archiv für Naturgeschichte, Berlin, vol. 8,‎ 1842, p. 83–287 (ISSN 0365-6136, lire en ligne, consulté le 20 juin 2025).